# Christine Clauß
Le titre de cet article contient le caractère allemand ß. S'il n'est pas disponible ou n'est pas souhaité, le nom peut être représenté comme Clauss.

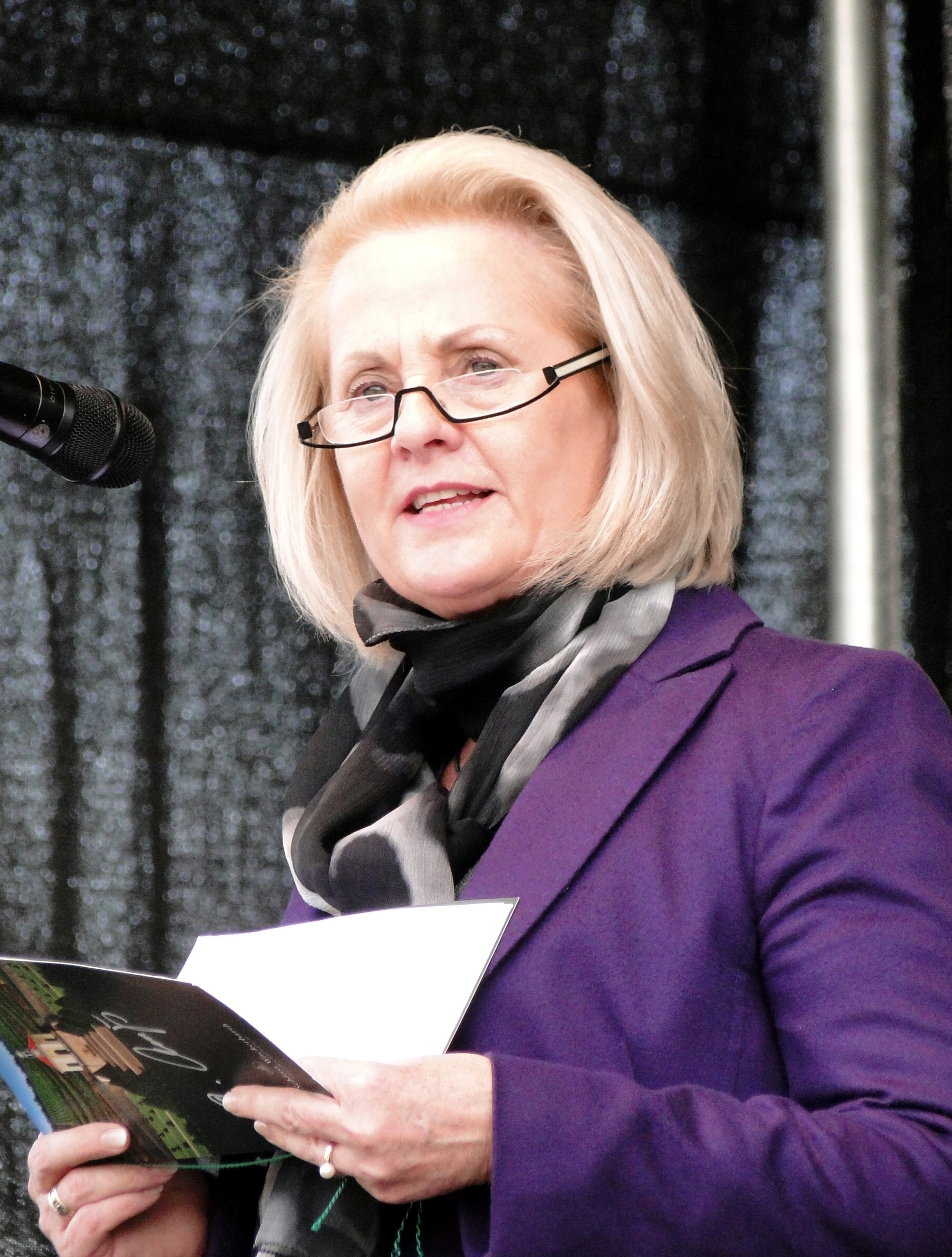
Christine Clauß, en 2009.

Christine Ursula Clauß, née le 10 février 1950 à Scheibenberg, est une femme politique allemande membre de l'Union chrétienne-démocrate d'Allemagne (CDU).
En 1990, elle est élue au conseil municipal de Leipzig, puis entre au Landtag de Saxe en 1999. Battue aux élections de 2004, elle parvient à y revenir en tant que suppléante l'année suivante, avant d'être nommée ministre régionale des Affaires sociales dans la grande coalition de Stanislaw Tillich en 2008. Elle est confirmée en 2009, dans le cadre d'une coalition noire-jaune.

## Éléments personnels

### Formation et carrière
En 1966, elle entreprend une formation professionnelle de trois ans afin d'exercer le métier d'infirmière, et obtient son diplôme de l'école d'infirmerie Bethanien de Leipzig en 1969. L'année suivante, elle commence à travailler à la clinique municipale pour femmes de Leipzig.
Elle suit ensuite, au cours de l'année 1974, une spécialisation en anesthésie et soins intensifs, tout en restant employée de la clinique, où elle devient conférencière en 1983. Elle la quitte onze ans plus tard, après avoir été recrutée comme consultante par la caisse locale de sécurité sociale générale. Elle renonce à ce poste en 1999.

## Vie politique

### Activité militante
Elle adhère à l'Union chrétienne-démocrate d'Allemagne de l'Est (CDU/DDR) en 1984, puis à l'Union chrétienne-démocrate d'Allemagne (CDU) à la suite de la réunification allemande, six ans plus tard. En 2003, elle est portée à la présidence de la CDU de Leipzig, et à la vice-présidence de la fédération régionale de Saxe. Elle a abandonné ces mandats en 2007 et 2009, respectivement.

### Parcours institutionnel
Elle est élue membre du conseil municipal de Leipzig en 1990, où elle prend deux ans plus tard la tête de la commission de la Santé et des Affaires sociales, pour une durée de sept ans. Aux élections régionales de 1999, elle devient députée au Landtag de Saxe, et démissionne de son mandat municipal un an plus tard. Désignée vice-présidente du groupe parlementaire de la CDU en 2002, elle est battue dans sa circonscription au scrutin de 2004 par le candidat social-démocrate, et doit donc quitter le Parlement régional. Elle y fait cependant son retour en 2005, en tant que suppléante d'un député élu au scrutin de liste.
Christine Clauß est nommée ministre régionale des Affaires sociales de Saxe le 8 août 2008, en remplacement d'Helma Orosz, élue maire de Dresde, dans la grande coalition CDU/SPD du chrétien-démocrate Stanislaw Tillich. Celui-ci ayant formé une coalition noire-jaune avec les libéraux, à la suite des élections régionales du 30 août 2009, elle est confirmée dans ses fonctions le 30 septembre avec le titre de ministre des Affaires sociales et de la Protection des consommateurs.